# Julros
Julros (Helleborus niger) är en ranunkelväxtart som beskrevs av Carl von Linné. Julros tillhör släktet julrosor (Helleborus) och familjen ranunkelväxter. Arten förekommer tillfälligt i Sverige, men reproducerar sig inte.

## Underarter
Arten delas in i följande underarter:
- H. n. macranthus
- H. n. niger

## Bildgalleri

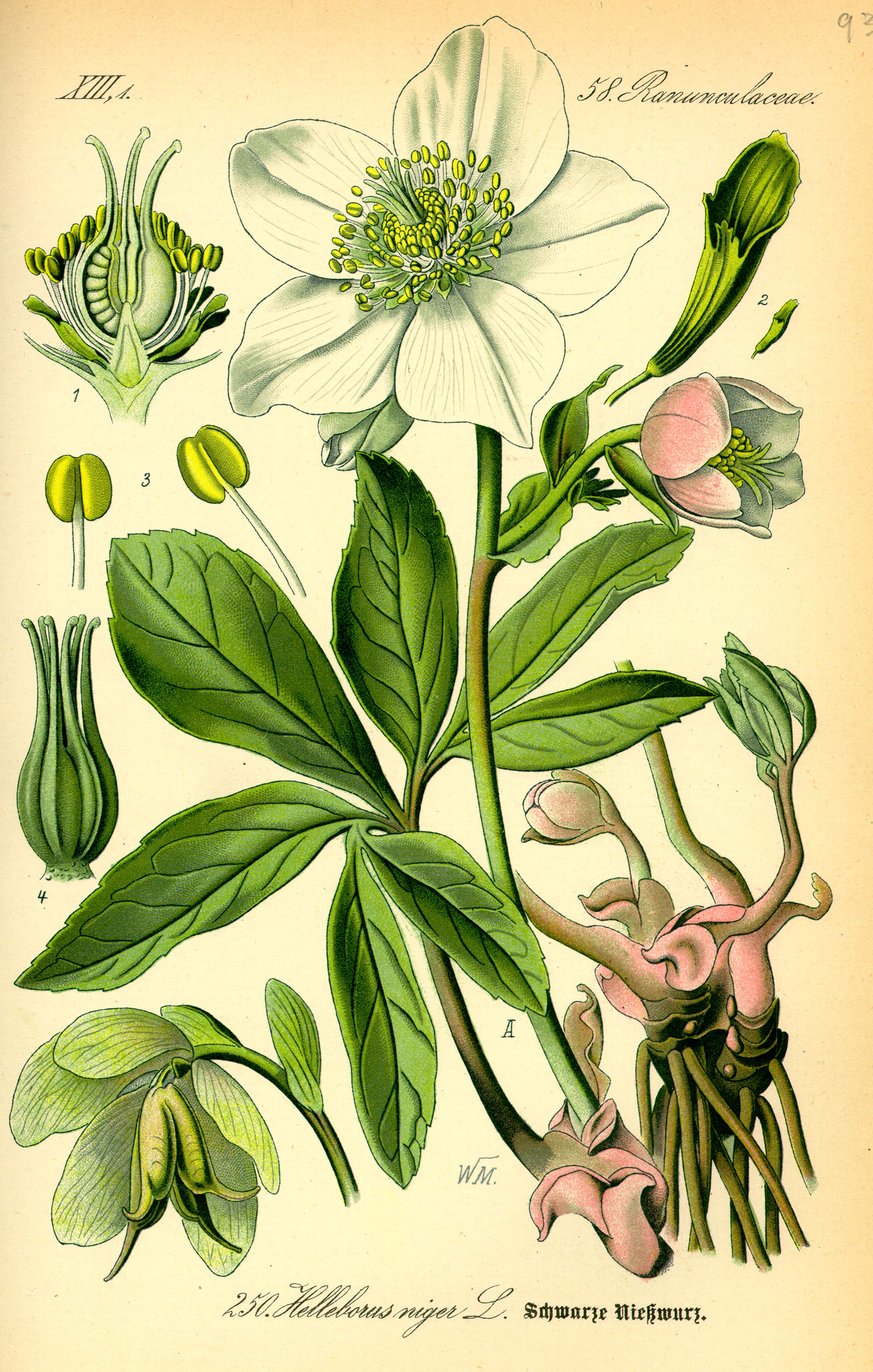
Illustration ur Flora von Deutschland, Österreich und der Schweiz, 1885
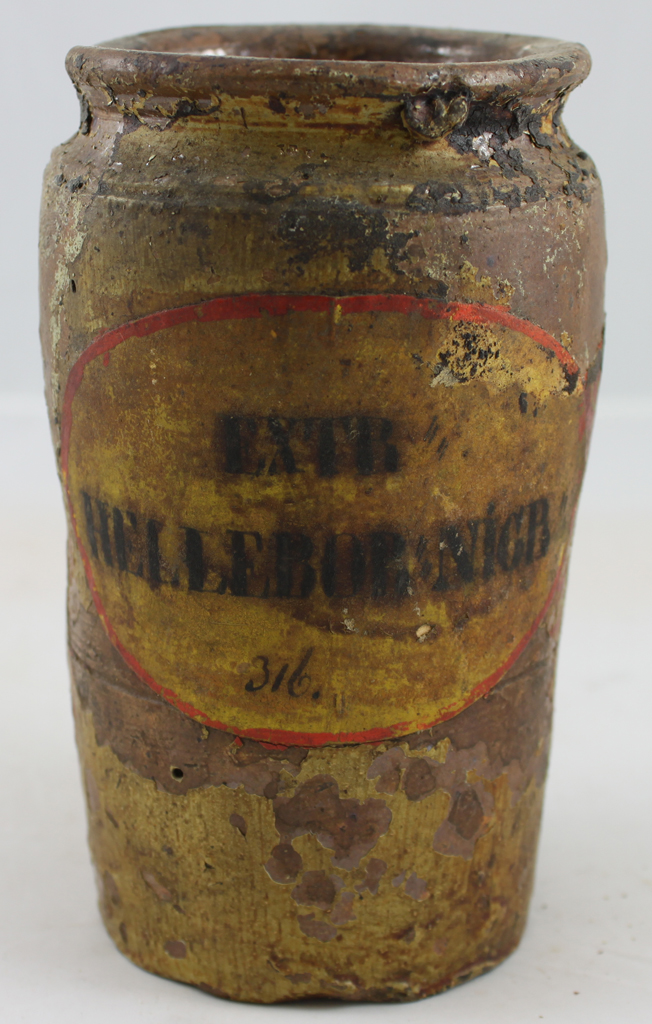
Apotekskärl för Extractum Hellebori nigri, 1800-talets första hälft, Hamburg